# Bachmaro
Bachmaro (Georgisch: ბახმარო) is een klimatologisch en balneologisch hoogland-kuuroord in het zuidoosten van Georgië, gelegen in de gemeente Tsjochataoeri (regio Goeria). De nederzetting is gesitueerd in het hoogste gedeelte van het Meschetigebergte, op een hoogte van 1925-2050 meter boven zeeniveau. Door Bachmaro stroomt de Bachvistskali, een van de zijrivieren van de Soepsa. Het dorp staat bekend om de houten huizen die anderhalf tot twee meter boven de grond op houten poten zijn gebouwd, wat ongebruikelijk is voor Georgië.

## Geschiedenis
De gezondheidseigenschappen van Bachmaro werden in de jaren 1890 ontdekt en al snel werd de plek ontwikkeld. In 1923 werd het officieel een 'kuuroord van republikeins belang' en in 1934 opende er een sanatorium. Er kwamen voornamelijk patiënten met longklachten, zoals tuberculose en astma, waaronder ook in de jaren 1940 de latere president van Georgië, Edoeard Sjevardnadze. In de jaren 1930 werd geëxperimenteerd met winterverblijf voor jonge tuberculose patiënten. In de winter ligt in Bachmaro ongeveer drie tot vier meter sneeuw, het zomerseizoen is met twee maanden kort.
De eerste auto kwam in 1938 in Bachmaro aan en deed vier uur over de reis vanaf gemeentelijke centrum Tsjochataoeri, een rit van vijftig kilometer over een lange kronkelige bergweg, de latere nationale route Sh81. Tot die tijd kwamen bezoekers per paard in Bachmaro, vanaf Tsjochataoeri of het dichterbij gelegen Vakijvari, de toegangsroute vanaf de stad Ozoergeti. Aan deze weg staat in het dorpje Nabeghlavi de bron- en mineraalwater fabriek waar de nationaal bekende merken Nabeghlavi en Bakhmaro vandaan komen.
In januari 2019 werd Bachmaro gepromoveerd naar een 'Nederzetting met stedelijk karakter' (დაბა, daba), en in maart 2019 volgde de toekenning van de status 'hoogland nederzetting'. Dit maakte fondsen vrij voor sociale ondersteuning en ontwikkeling van de plaats. In 2019-2021 werd leidingwater, riolering en elektriciteit aangelegd. In 2018 had de Georgische premier al aangekondigd dat Bachmaro een internationale vierseizoenen bestemming moet worden.

## Demografie
In Bachmaro zijn geen permanente bewoners geregistreerd. Doordat het lange tijd als kuuroord geregistreerd stond had het geen vaste bewoners, alleen seizoenbewoners. Sinds de promotie tot 'nederzetting met stedelijk karakter' (daba) in 2019 kunnen burgers zich inschrijven als inwoner van de plaats.

## Vervoer
Bachmaro is te bereiken via de nationale route Sh81 vanaf de nationale route Sh2 bij Tsjochataoeri, een rit van 52 kilometer door het Meschetigebergte. Na Bachmaro gaat de weg via de 2370 meter hoge Tsjidilapas naar Choelo in de autonome republiek Adzjarië. 

## Foto's

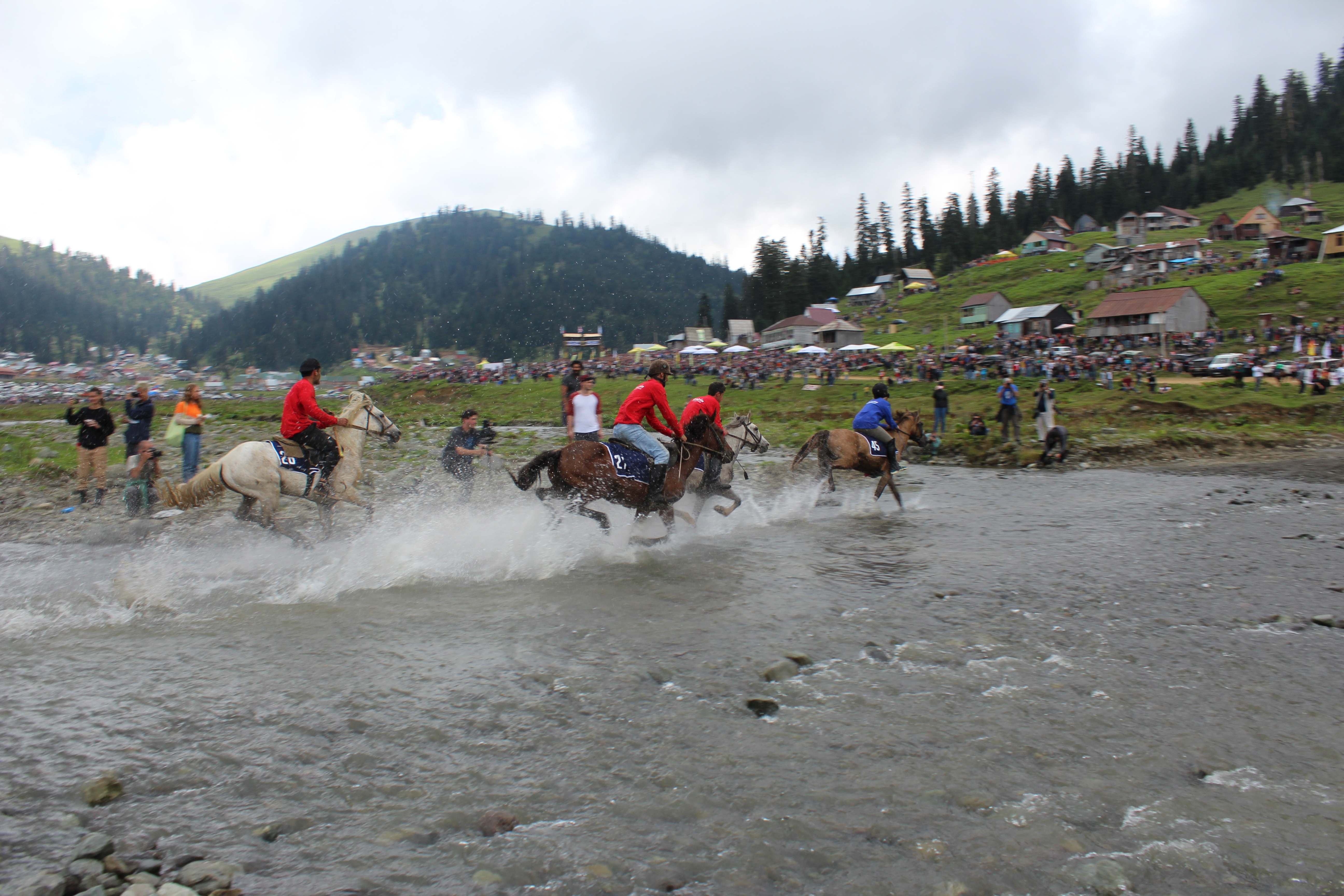
Jaarlijkse paardenraces
Omgeven door hoge bergen
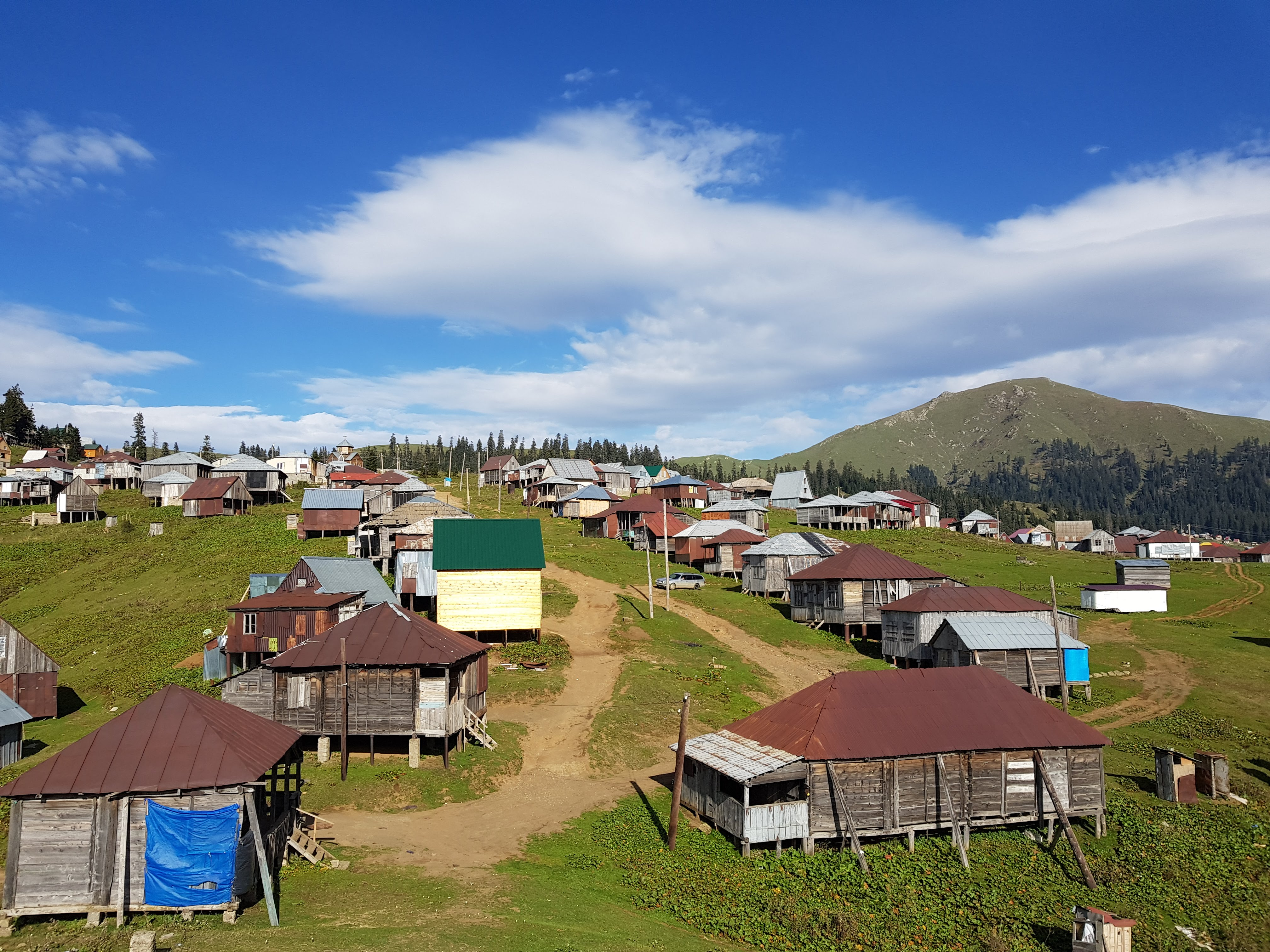
Huizen op stelten
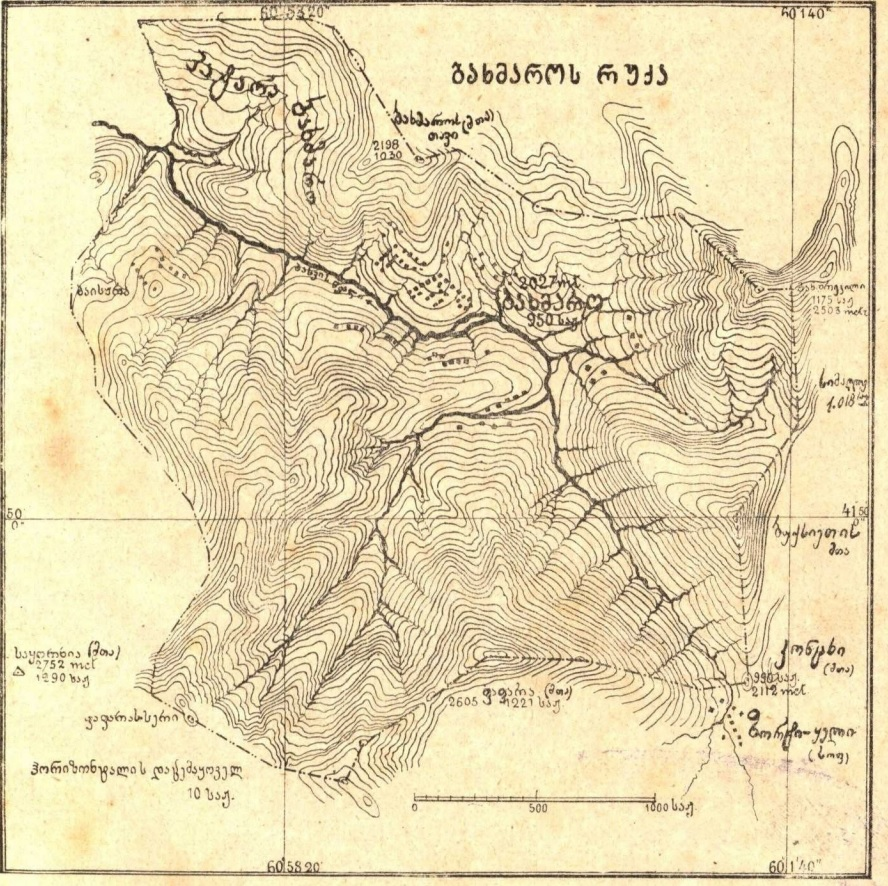
Kaart uit 1926